# Liriomyza imurai
Liriomyza imurai este o specie de muște din genul Liriomyza, familia Agromyzidae, descrisă de Mitsuhiro Sasakawa în anul 1993. Conform Catalogue of Life specia Liriomyza imurai nu are subspecii cunoscute.